# Otto von Wiedenfeld
Otto von Wiedenfeld (16. listopadu 1816 Opava – 5. srpna 1877 Altaussee) byl rakousko-uherský, respektive předlitavský státní úředník a politik, v roce 1871 krátce ministr obchodu Předlitavska.

## Biografie
Vystudoval Theresianum a práva na Vídeňské univerzitě. Od roku 1839 působil ve státních službách. Byl prezidentem Grundlasten-Ablösungs- und Regulierungskommission, Lehen-Allodialisierungs-Landeskommission a Grundsteuer-Regulierungs-Landeskommission. Byl rovněž šéfem finančního ředitelství v Horních Rakousích.
27. října 1871 se stal ministrem obchodu Předlitavska ve vládě Ludwiga von Holzgethana. Ve vládě setrval do 22. listopadu 1871. Byl ovšem jen provizorním správcem rezortu coby sekční šéf ministerstva.
Následně zastával v letech 1872–1877 post předsedy zemské školské rady v Horních Rakousích a v témže období byl i místodržícím Horních Rakous.